# Edward Cedeño
Edward Edier Cedeño Guerrel (ur. 5 lipca 2003 w mieście Panama) – panamski piłkarz występujący na pozycji defensywnego lub środkowego pomocnika, od 2024 roku zawodnik hiszpańskiej Tarazony.